# تئو برویر (بازیکن فوتبال)
تئو برویر (انگلیسی: Theo Breuer; ۱۵ مارس ۱۹۰۹ – ۸ دسامبر ۱۹۸۰) بازیکن فوتبال اهل آلمان بود.
از باشگاه‌هایی که در آن بازی کرده‌است می‌توان به باشگاه فوتبال فورتونا دوسلدورف اشاره کرد.
وی همچنین در تیم ملی فوتبال آلمان بازی کرده‌است.